# Pałacyk Mottego w Częstochowie
Pałacyk Jeana Mottego w Częstochowie – zabytkowa, willa w Częstochowie, na Starym Mieście, zbudowana na zlecenie Jeana Mottego w latach w 1909 roku. Zespół budynków Przędzalni Czesankowej „Elanex” razem z pałacykiem i domem dyrektora został wpisany do Wojewódzkiej Ewidencji Zabytków.

## Historia
W 1889 roku w Częstochowie w pobliżu ujścia rzeki Stradomki do Warty powstała fabryka włókiennicza. Potężne zabudowania wzniosła francuska spółka „Motte, Meillasoux, Caulliez et Delaoutre”. W sąsiedztwie zabudowań fabrycznych powstał pałacyk właściciela fabryki Jeanna Mottego. Najprawdopodobniej zaprojektował go warszawski architekt, Edward Lilpop. Nie wysilił się w poszukiwaniu nowych trendów architektonicznych, rysując trochę bajkowy pałacyk, nawiązujący do stylu ulubionego przez Ludwika II Bawarskiego i - w swoich filmach animowanych - przez Walta Disneya. W sąsiedztwie budynku założono park krajobrazowy, ogródek kwiatowo-warzywny i kort tenisowy. 

## Architektura
Budynek powstał na planie prostokąta, ma ceglaną, nietynkowaną elewację i dwie wieżyczki bez konkretnej (poza zdobniczą) funkcji, kryte blachą i zwieńczone chorągiewkami-wiatrowskazami z datą ukończenia dzieła w 1909 roku, gdy w mieście odbywała się słynna w całym ówczesnym Królestwie Polskim Wystawa Przemysłu i Rolnictwa. Szczyty bocznych ryzalitów, ze względów estetycznych, zakończono belkowaniem wypełnionym cegłą, tzw. pruskim murem, z owalnymi okienkami zwanymi okulusami. Wewnątrz nie ocalało nic z dawnego wyposażenia. W budynku wymieniono przegnite okna na plastikowe, naśladujące dawną stolarkę, i zabezpieczono dachy. 

## Ciekawostka
Jeden z dyrektorów Fabryki Mottego, Andrè Stalens, ożenił się w 1931 roku z aktorką miejscowego teatru, Julią Młynarczyk. Urodziła im się Monika, która po ślubie z Janem Marią Binoche została matką francuskiej aktorki Juliette Binoche. Babka Julia z pewnością mieszkała do II wojny światowej w opisywanym pałacyku Mottego. W pobliżu znajduje się pałacyk dyrektora fabryki, w którym urzędował Andrè Stalens.